# Olympische Jugend-Sommerspiele 2014/Teilnehmer (Turkmenistan)
| Gelbes Symbol für Goldmedaillen mit stilisierten Olympischen Ringen | Graues Symbol für Silbermedaillen mit stilisierten Olympischen Ringen | Braundes Symbol für Bronzemedaillen mit stilisierten Olympischen Ringen |
| ------------------------------------------------------------------- | --------------------------------------------------------------------- | ----------------------------------------------------------------------- |
| —                                                                   | —                                                                     | —                                                                       |

Die Jugend-Olympiamannschaft aus Turkmenistan für die II. Olympischen Jugend-Sommerspiele vom 16. bis 28. August 2014 in Nanjing (Volksrepublik China) bestand aus drei Athleten.

## Athleten nach Sportarten

### Gewichtheben
Jungen
- Sohbet Tirkishov
Federgewicht: 4. Platz

### Ringen
Jungen
- Muhammet Rozykulyyev
Freistil bis 100 kg: 5. Platz

### Schwimmen
Mädchen
- Merjen Saryýewa
50 m Freistil: 39. Platz
50 m Schmetterling: 30. Platz